# Ералаш
«Ерала́ш» — советский и российский юмористический киножурнал, выпускаемый с 1974 года по настоящее время на Центральной киностудии детских и юношеских фильмов имени М. Горького, демонстрировался сначала в кинотеатрах, а потом — на телевидении.
В 1974—1995 годах киножурнал сначала выпускался на базе Центральной киностудии детских и юношеских фильмов имени М. Горького, затем с 1995 по 2005 год — на базе собственной киностудии «Ералаш-Лэнд», с 2005 года выпускается на базе киностудии «Ералаш» при киностудии имени М. Горького.

## История создания
Днём рождения «Ералаша» считается 3 апреля.
Режиссёр Алла Сурикова отправила в ЦК КПСС письмо с предложением создать для детей юмористический киножурнал «Фитилёк» (задуманный как детская версия взрослого сатирического киножурнала «Фитиль»). Основателями киножурнала стали Александр Хмелик (1974—2001) и Борис Грачевский (1974—2021). В процессе разработки название «Фитилёк» было отвергнуто. Самая распространённая «легенда» гласила, что среди зрителей был объявлен конкурс на название киножурнала, и название «Ералаш» было взято из письма некой советской школьницы, которое не сохранилось. Однако впоследствии Сурикова и Грачевский в 2013 году в шоу «Сегодня вечером» сказали, что название «Ералаш» придумала дочь Хмелика, Мария. Между тем название «Ералаш» созвучно фамилии Филиппа Ермаша — председателя Госкино с 1972 по 1986 год.
Первые выпуски журнала вышли в 1974 году. Первый выпуск состоял из трёх миниатюр, и первым сюжетом была миниатюра «Позорное пятно» по сценарию Агнии Барто. Изначально первый выпуск должен был состоять из пяти миниатюр, но редакция потребовала сократить выпуск до трёх (в дальнейшем каждый выпуск состоит только из трёх (в редких случаях из двух или четырёх, а в номере №29 - шесть) миниатюр. Затем ежегодно выходило 4 выпуска в год (с 1982 г. — 6 выпусков). С 2010-го выходит не менее 10 серий в год.
Изначально выпуски «Ералаша» снимались в широкоэкранном формате и их премьерные показы демонстрировались в кинотеатрах перед сеансами. Начиная с 1 января 1986 года «Ералаш» перешёл на формат 4:3 и стал всё реже демонстрироваться в кинотеатрах, постепенно больше распространяясь по телевидению (показ осуществлялся по Второй программе ЦТ), а к распаду СССР в декабре 1991 года журнал полностью стал телевизионным и начал демонстрироваться на канале РТР, где назывался «Наш Ералаш». С 2014 года журнал опять использует формат 16:9.
С 1974 года по начало 2000-х годов съёмки проходили в основном в Москве и её окрестностях (многие уличные сцены в сюжетах этого периода снимались в северной части города, где расположена киностудия), но с начала 2000-х годов сюжеты стали сниматься в разных регионах России. В частности, те сюжеты, в которых действие происходит в детских лагерях отдыха, снимаются в «Орлёнке» в Краснодарском крае, также во Всероссийском детском центре «Смена» на Чёрном море около города-курорта Анапа. В 2007 году сюжет «Успела!» стал первым, который был снят за пределами России — съёмки прошли в столице Белоруссии городе Минске, в главной роли снялась юная белорусская актриса Дарья Бранкевич. Еще один сюжет «Хитрый маршрут» был снят в 2008 году в Раубичах под Минском.
В 1987 и 1988 годах «Ералаш» по заказу ГАИ МВД СССР выпустил серию короткометражных юморесок, затрагивающих тему соблюдения детьми правил поведения на дороге. Оба выпуска, посвящённых этой тематике, представляют собой пародии на аналогичный для взрослой аудитории сатирический киножурнал «Фитиль», но специально адаптированные для детско-юношеской аудитории. Долгое время эти выпуски были утеряны, поскольку не издавались на видео. Лишь в октябре 2015 года они были оцифрованы и выложены в сеть.
С 1 января 1996 по 13 января 2019 года «Ералаш» выходил на ОРТ/«Первом канале». С 1996 по 2006 год киножурнал транслировался на канале по будням в утреннее или дневное время, иногда по выходным — днём или вечером. До осени 2001 года в печатных программах передач на ОРТ киножурнал анонсировался как «Весёлые истории в журнале „Ералаш“». С июля 2005 по октябрь 2010 года и с июля 2015 по апрель 2018 года в дни проведения эфирных профилактических работ на канале вещание начиналось в 11:45 (во второй период — в 11:50) именно с этой передачи. Также киножурнал часто использовался, чтобы заполнить паузу в телечасе эфира (перед началом нового телевизионного дня или перед прямыми спортивными трансляциями).
С 2002 по 2012 год в эфир выходили также склейки и нарезки выпусков под заголовками «Мамин Ералаш» (2003), «Зверский Ералаш», «Влюблённый Ералаш», «Субботний Ералаш», «Воскресный Ералаш» и другие, не являющиеся полноценными выпусками с нумерацией. С 2006 года «Ералаш» перестал транслироваться по будням (остались только блоки по выходным, транслировавшиеся днём или вечером, а также блок в 11:45 4 раза в год), а с 2009 года киножурнал лишился постоянного места в сетке вещания «Первого канала», примерно с того же времени «Ералаш» выходил значительно реже. До 2013 года несколько раз в год на Первом канале транслировались новые выпуски. С 2014 года выпуски «Ералаша» (в основном, новые) выходили только в новогодние праздники. До 2019 года 15-минутные повторы выпусков, вышедших, в основном, после 2010 года, транслировались в период новогодних праздников, а также иногда по выходным после выпуска новостей в 6:00 или при наличии свободного места в эфире. Окончательно киножурнал был убран с «Первого канала» ввиду того, что, по мнению руководителей вещателя, он устарел. По этой причине «Ералаш» стали показывать на других каналах («СТС», «Карусель», «ТВ Центр»). Премьерные выпуски выходят на телеканале «ТВ Центр».
В 1984 году к 10-летию киножурнала Борисом Грачевским в соавторстве с Юлием Гусманом был снят музыкальный телевизионный фильм-концерт «Что такое „Ералаш“?». Фильм состоял из нарезок лучших сюжетов, а также эстрадных, концертных и цирковых номеров, пародий на известных в те годы певцов. В фильме приняли участие дети-актёры из «Ералаша», его создатели, наиболее часто снимавшиеся в нём актёры, а также известные певцы и юмористы (Владимир Винокур, Геннадий Хазанов, ансамбль «Бим-бом» и другие).
В 1991 году режиссёром «Ералаша» Исааком Магитоном был снят полнометражный художественный фильм «Пять похищенных монахов» по мотивам одноимённой повести Юрия Коваля. В картине приняли участие некоторые дети-актёры из «Ералаша», а также звучала музыка из сюжетов. Тем не менее фильм не показывали по телевидению и в кинотеатрах, так как Магитон ушёл из «Ералаша», а кинопрокат к тому времени начал разваливаться.
В 1994 году к 20-летию был устроен концерт «„Ералашу“ 20 лет» и создана двухчасовая телевизионная версия с нарезками лучших сюжетов, в 1999 году к 25-летию — концерт «„Ералашу“ — 25 лет», в 2004 году — концерт «„Ералашу“ 30 лет». Последние два транслировались на телевидении: первый на РТР, а второй — на «Первом канале». Сегодня оба считаются утерянными. 
В 2017 году вышел полнометражный фильм «„Ералаш“ в кино», который состоял из наиболее удачных современных выпусков.
С 2021 года новым художественным руководителем киножурнала стал Аркадий Григорян.

## Мультипликация

### Начало
Начало каждого выпуска оформлено мультипликационной заставкой. Заставки менялись несколько раз: Первая: 1—3-й выпуски, вторая: 4—22-й выпуски, третья: 23—56-й выпуски, четвёртая: 57—60-й выпуски, пятая: 61—181-й выпуски, шестая: со 182-го выпуска (потом ещё несколько раз значительно менялись аранжировки мелодии в заставке).

### Сюжеты
Каждый сюжет предваряется названием и мультипликационной картинкой. В 1—2-м выпусках журнала в заставках сюжетов присутствовали только титры: название, сценарист, актёры. С 3-го выпуска появилась картинка вместе с названием, далее указывались сценарист, режиссёр и актёры. Начиная с 10-го выпуска каждый сюжет начинается мультипликацией, затем приводится информация об авторе сценария, режиссёре и актёрском составе. На протяжении всего киножурнала мультипликацией занимался Юрий Смирнов.
Некоторые сюжеты представляли собой пародии как на фильмы, так и на киножанры например:
- Сюжет «О чём молчали газеты» (1987), в котором две школы обмениваются хулиганами, представляет собой пародию на эпизод с обменом разведчиками из кинофильма «Мёртвый сезон». За кадром звучит музыка из сериала «Семнадцать мгновений весны».
- Музыка из сериала «Следствие ведут знатоки» была использована в сюжетах «Жажда славы» (1985), «Улика» (1987) и «Трудное детство» (1993). В «Улике» также присутствует один из «знатоков» — милиционер Знаменский (Георгий Мартынюк), допрашивающий задержанного вора (Станислав Садальский).

### Заставка
Начиная с первого показа и вплоть до перехода «Ералаша» на полноэкранный формат, анимация начальной заставки, которая делалась в технике перекладки, менялась четыре раза. Менялась как стилистика прорисовки появляющихся персонажей, так и сам фон (в самых первых выпусках фон мог быть: серым, зелёным, фиолетовым, сиреневым, голубым, с различными узорами). С 1986 года заставка подверглась изменению один раз — в 2003 (по другим источникам, в 2004—2005 гг.,) когда произошёл переход на компьютерную flash-анимацию). Автор всех заставок — художник Юрий Смирнов.

## Музыка и песня
По словам Грачевского, стихи «Мальчишки и девчонки, а также их родители…» придумал Хмелик. Затем они были представлены музыкальному редактору киностудии имени Горького, который утвердил текст. Первоначально мелодию предложил Владимир Шаинский, но он считал необходимым убрать большую часть слов, с чем был не согласен Грачевский, поэтому выбор был сделан в пользу мелодии Алексея Рыбникова. В 1997 году Теодор Ефимов выполнил аранжировку заглавной песни киножурнала, в таком виде она затем звучала в заставке до 2005 года и в титрах до 2013 года. В 2005 и 2013 годах заглавная песня была дважды аранжирована Александром Клевицким и использовалась изначально в заставке (первая в 2005—2013 годах) и вторая (и в заставке, и в титрах с 2013 года).
С 1974 по 1997 годы в открывающей заставке звучит песня в исполнении Елены Камбуровой. Песня в её исполнении известна в двух вариантах: тот, что был в первых двух выпусках, и тот, что шёл с 3-го по 117-й выпуск. Со 118-го по 177-й выпуск (1997—2004 годы) песня звучала в хоровом исполнении ансамбля «Непоседы».

## Критика
Киножурнал на протяжении многих лет пользовался большой популярностью и авторитетом, однако с годами зрители стали отмечать некоторую вторичность сюжетов, исчерпавший себя юмор, а также постепенный уход от изначальных истоков в сторону морализаторства и сатиры на детские пороки.
Отар Кушанашвили:
Буквально на днях я поучаствовал в дискуссии на тему, какой «Ералаш» предпочтительнее — старого образца, теперь в силу ностальгии покрытый сусальной позолотой, или новый, который одному из спорящих кажется логичной отрыжкой бездушной цифровой эры с её безликостью и отвратным, полуканцелярским — полуприблатнённым новоязом. Но ведь спор — сплошная софистика: старшим кажется, что прежний был душевным, а юным — «по приколу» [выпуски] последнего времени. Сам Грачевский, у которого я даже брал интервью на эту тему, в собственных глазах — художник, спаситель, меценат, подвижник. Но ведь странно было бы, когда б он так не считал. Мне лично старый «Ералаш» кажется непревзойдённым. А нынешний, когда у каждого ребёнка-актёра уже есть либо агент, либо полоумные родители с апломбом, — это уже шоу-бизнес.
Нина Абросимова в 2017 году в своей статье «Ералаш не наш» процитировала психолога Адриану Имж:
Современный «Ералаш» токсичен: гендерные, межпоколенческие взаимодействия в нём основаны не на диалоге или уважении, а на жёстко закреплённых стереотипах. «Ералаш» был бы опасен, но, к счастью, сделан недостаточно интересно, чтобы значительно повлиять на аудиторию
В той же статье Абросимова процитировала Владимира Панжева (снявшего множество роликов киножурнала, начиная с начала 1990-х) и ещё нескольких человек, причастных к производству, которые признали, что вынуждены работать со слабыми сценариями и не очень хорошо играющими детьми, поскольку им приходится считаться с мнением Грачевского.
В марте 2018 года в выпуске ток-шоу «Привет, Андрей!», посвящённом 1000-му ролику киножурнала, актёр Станислав Садальский, снимавшийся в роликах как советской, так и постсоветской эпохи, заявил, что дети, с которыми он снимался в первую эпоху, были куда талантливее тех, с которыми он снимался во вторую, — он прямо намекнул, что Грачевский стал набирать детей «по блату».

## Пародии
- В программе «Большая разница» была показана пародия на «Ералаш» под названием «Массаракш» (пародия на фильм «Обитаемый остров»), если бы его снял не Фёдор Бондарчук, а Борис Грачевский; в следующем выпуске «Большой разницы» была снова показана пародия на «Ералаш», если бы он был предназначен для взрослых[26].
- Пародии на «Ералаш» также были в передачах «ОСП-Студия», «Comedy Club», «Вечерний Киев» и «КВН».

## На видео
В СССР в 1980-е годы «Ералаш» выпускался на видеокассетах «Видеопрограммой Госкино СССР». В России с середины 1990-х выпускался на VHS изданием «Видеопроект», с 1997 года — «ОРТ-Видео», а также на компакт-дисках Video CD. С 2002 года «Первая Видеокомпания» выпускает киножурнал на VCD и DVD с субтитрами (на некоторых DVD без субтитров). Также выпускался на дисках MPEG-4.

## Версии киножурнала
Местные версии киножурнала выходят в Ростове-на-Дону, Казани, Новгороде, Перми, Уфе, Оренбурге, Челябинске, Самаре и Краснодаре.

## «Мы делаем Ералаш»
С 2003 по 2005, с 2008 по 2011 год и в 2013 году выходила документальная передача «Мы делаем Ералаш». Всего вышло 40 выпусков. В передаче показывался процесс съёмок определённых выпусков в эти годы. Передача транслировалась на телевидении, потом выходила на VHS и DVD «Первой Видеокомпанией».